# مالك بن مغول
أبو عبد الله مالك بن مغول بن عاصم الحارثي الصهيبي البجلي من قبيلة بجيلة، تابعي، وراوي حديث نبوي من الثقات، من أهل الكوفة.

## سيرته
اسمه مالك مغول بْن عاصم بْن غربة بن حرثة بن جُرَيْج بن بجيلة بْن الحارث بْن صهيبة بْن أنمار. وقِيلَ: مالك بْن مغول ابن عاصم بْن مالك بْن غزية بْن حدثة بْن خديج بْن جابر بن عوذ ابن الحارث بْن صهيبة، وبجيلة هي أم صهيبة وإخوته، وهي بنت صعب بْن سعد العشيرة، ويكنى مالك أبا عبد الله، وكان ثقةً مأمونًا كثير الحديث، توفّي بالكوفة في آخر ذي الحجة سنَة 158 هـ في الشّهر الذي توفّي فيه أبو جعفر المنصور. وقيل 157 هـ وقيل 159 هـ.

## روايته للحديث النبوي
- روى عن: جنيد، والحارث بن حصيرة، وحصين بن عبد الرحمن الأشهلي، والحكم بن عتيبة، وزبيد بن الحارث اليامي، والزبير بن عدي، وسماك بن حرب، وطلحة بن مصرف، وعاصم بن أبي النجود، وعامر الشعبي، وعبد الله بن بريدة، وعبد الرحمن بن الأسود النخعي، وعبد الرحمن بن سعيد بن وهب الهمداني، وعطاء بن أبي رباح، وعطية العوفي، وعون بن أبي جحيفة، وقيس بن مسلم، ومحمد بن جحادة، ومحمد بن سوقة، ومقاتل بن بشير العجلي، ومنصور بن المعتمر، ونافع مولى ابن عمر، والوليد بْن العيزار، وأبي إسحاق السبيعي، وأبي حصين الأسدي، وأبي السفر الهمداني.
- روى عنه: إسماعيل بْن زكريا، وحجاج بن نصير الفساطيطي، وأَبُو أسامة حَمَّاد بْن أسامة، وخالد بن الحارث، وخالد بن يحيى، والربيع بن يحيى، وزائدة بن قدامة الثقفي، وزيد بن الحباب العكلي، وسفيان الثوري، وسفيان بن عيينة، وشعبة بن الحجاج وهو من أقرانه، وشعيب بن حرب، وعبد الله بن المبارك، وعبد الله بن نمير، وعبد الرحمن بن مهدي، وعبد الصمد بن النعمان، وعبد القدوس بن بكر بْن خنيس، وعبيد الله الأشجعي، وعثمان بْن عُمَر بْن فارس، وعمرو بن مرزوق، وأبو قطن عَمْرو بْن الهيثم، وأبو نعيم الفضل بن دكين، وقبيصة بن عقبة، ومحمد بن سابق الصقلي، ومحمد بن يوسف الفريابي، ومخلد بن يزيد الحراني، ومسعر بن كدام وهو من أقرانه، ومسلم بن إبراهيم، ووكيع بن الجراح، ويحيى بن آدم، ويحيى القطان، وأبو أحمد الزبيري، وأبو إسحاق السبيعي وهو من شيوخه، وأبو علي الحنفي، وأبو معاوية الضرير.[3]
- الجرح والتعديل: قال أحمد بن حنبل: «ثقة، ثبت في الحديث»، وقال يحيى بن معين وأبو حاتم الرازي والنسائي: «ثقة»، وقال العجلي: «رجل صالح مبرز في الفضل»، وقال الذهبي: «كان من سادة العلماء»،[2] وقال الطبراني: «من خيار المسلمين»، روى له الجماعة أصحاب الكتب الستة.[3]

## وصلات خارجية
- تحفة الأشراف بمعرفة الأطراف، فصل مالك بن مغول البجليُّ أبو عبد الله الكوفيُّ، عن نافع، عن ابن عمر.